# Brachyhypopomus
Genre
Brachyhypopomus est un genre de poissons de la famille des Hypopomidae.

## Distribution
Les espèces de ce genre se rencontrent en Amérique du Sud.

## Description
Ce sont des poissons électriques.

## Liste des espèces
Selon FishBase (30 mai 2010) :
- Brachyhypopomus beebei (Schultz, 1944)
- Brachyhypopomus bombilla Loureiro & Silva, 2006
- Brachyhypopomus brevirostris (Steindachner, 1868)
- Brachyhypopomus bullocki Sullivan, 2009
- Brachyhypopomus diazi (Fernández-Yépez, 1972)
- Brachyhypopomus draco Giora, Malabarba & Crampton, 2008
- Brachyhypopomus gauderio Giora & Malabarba, 2009
- Brachyhypopomus janeiroensis (Costa & Campos-da-Paz, 1992)
- Brachyhypopomus jureiae Triques & Khamis, 2003
- Brachyhypopomus occidentalis (Regan, 1914)
- Brachyhypopomus pinnicaudatus (Hopkins, 1991)

## Référence
- Mago-Leccia, 1994 : Electric fishes of the continental waters of America. Fundacion para el Desarrollo de las Ciencias Fisicas, Matematicas y Naturales, p. 1-206.